# Renato Sales Heredia
Renato Sales Heredia (San Francisco de Campeche, Campeche; 13 de septiembre de 1963) es un filósofo, abogado y político mexicano. En el ámbito literario es autor de diversos libros de poesía y ensayo.

## Cargos públicos
Fue el último Comisionado Nacional de Seguridad del gobierno de Enrique Peña Nieto, ejerciendo el cargo desde el 27 de agosto de 2015 hasta el 30 de noviembre de 2018.
Anteriormente se desempeñó como Coordinador Nacional Antisecuestro, y fue Subprocurador de Control Regional, Procedimientos Penales y Amparo de la Procuraduría General de la República (hoy Fiscalía General de la República). 
Fue el procurador general de Justicia de Campeche (órgano predecesor al de la actual fiscalía general) entre el 19 de septiembre de 2009 y el 31 de mayo de 2013, durante el gobierno de Fernando Ortega Bernés. Entre 2021 y 2024, durante la gubernatura de Layda Sansores, se desempeñó como Fiscal General del Estado de Campeche. 
También se desempeñó como asesor del jefe de Gobierno del entonces Distrito Federal, fue subprocurador de Averiguaciones Previas Centrales y Subprocurador Jurídico y de Derechos Humanos de la entonces Procuraduría General de Justicia del Distrito Federal. En este último, estuvo a cargo de la investigación del asesinato de Digna Ochoa, defensora de derechos humanos. Como responsable de la investigación, formuló la teoría de que la defensora se había suicidado, teoría refutada por la sentencia de la Corte Intermericana de Derechos Humanos, en la que se señala que es imposible que esto haya sucedido. De acuerdo con la Corte, esta versión formulada por Renato Sales, tuvo la finalidad de "denostar" la imagen pública de la defensora, su imagen pública y polarizar a la sociedad mexicana, todo ello además haciendo uso de estereotipos de género nocivos.

## Trayectoria política
En 2021 contendió con el partido Morena por la presidencia municipal de Campeche, Campeche, en las elecciones estatales de ese año  quedando en segundo lugar por detrás de Biby Karen Rabelo de la Torre, de Movimiento Ciudadano, quien resultó electa.

## Trayectoria académica
Es licenciado en Derecho por la Universidad Iberoamericana con estudios de Maestría en Filosofía en la Universidad Nacional Autónoma de México. Tiene un diplomado en derecho constitucional y ciencia política por el Centro de Estudios Constitucionales de Madrid y una diplomatura del máster en derecho penal por la Universidad Autónoma de Barcelona.